# Manjaque
Cet article concerne la langue manjaque. Pour le peuple manjaque, voir Manjaques.
Le manjaque (ou manjak) est une langue parlée en Guinée-Bissau, en Gambie et au Sénégal (en particulier en Casamance) ainsi que par la diaspora manjaque notamment en France. La codification de son écriture lui a permis d'accéder au statut de  langue nationale au Sénégal en 2002.

## Autres noms
Mandjaque, manjaca, manjaco, manjiak, mandyak, manjaku, manjack, ndyak, mendyako, manjak, ma'gako, mandjack.

## Locuteurs
En 2006, le nombre total de locuteurs était estimé à 315 300, dont 184 000 en Guinée-Bissau, 105 000 au Sénégal et 26 300 en Gambie.

## Écriture
| a | b | c | d | e | ë | f | g | h | i | j | k | l | m | n | ñ | ŋ | o | p | r | s | ŝ | t | ţ | u | w | y | z |